# Zutphen
Zutphen (prononcé en néerlandais : [ˈzʏtfə(n)]  ; en bas saxon : Zutfent) est une commune et ville néerlandaise, située dans la province de Gueldre et fondée au IIIe siècle av. J.-C. Lors du recensement de 2017, elle comptait 47 423 habitants.

## Histoire

### Origines (Antiquité et haut Moyen Âge)
L'endroit est habité en permanence depuis plus de 1 700 ans et cela fait de Zutphen l'une des plus anciennes villes des Pays-Bas. Zutphen a en effet été fondée à l'époque romaine en tant que colonie germanique sur un complexe de dunes fluviales, site d'habitation de la tribu franque des Chamaves, et a probablement été fortifiée dès le départ : deux canaux parallèles au profil de coupe en V, de cinq mètres de large sur deux mètres de profondeur, coupent un point stratégique de la dune du fleuve à l'embouchure du Berkel sur l'IJssel.
Le nom de Zutphen provient de Zuid-venne (venne : complexe de dunes fluviales au milieu de pâturages marécageux ; zuid : sud).
Cette colonie a perduré à l'emplacement de l'actuel 's-Gravenhof (la place la plus ancienne de la ville où se trouve l'église de Walburge) jusqu'au début du Moyen Âge, contrairement à de nombreuses autres villes qui ont disparu pendant la période des invasions (IVe siècle-VIe siècle).
Après l'incorporation de la région d'IJssel dans l'empire franc, vers 800, Zutphen devint le centre administratif des comtes de Hamaland, plus tard appelés « comtes de Zutphen ».

### DuIXesiècleauXIIesiècle
Dans la seconde moitié du IXe siècle, Zutphen est détruite par des attaques vikings.
Un mur d'enceinte circulaire est donc construit à la fin du siècle, combiné avec un fossé au profil de coupe en U d'une largeur de vingt mètres. Les marchés (Groenmarkt, « marché aux légumes », Houtmarkt, « marché au bois ») et Zaadmarkt, « marché au grain ») sont inclus dans cet espace protégé.
En 1046, l'évêque d'Utrecht devient seigneur du comté de Zutphen et un palais y est construit. Peu avant, un chapitre pour l'église avait été créé[pas clair]. Une collégiale romane, l'actuelle église Sainte-Walburge, est consacrée en 1105. Toutefois, il subsiste une lignée de comtes de Zutphen vassaux de l'évêque.
Zutphen devient possession des comtes de Gueldre par mariage en 1138 et connaît un certain développement. Désormais, Zutphen est associée à la Gueldre.
Le comte Henri Ier de Gueldre et Zutphen (1138-1181) établit un nouveau quartier de commerçants et d'artisans hors des limites du mur d'enceinte.
Le rempart a deux portes maçonnées en pierre de tuf et sept ou huit tours également en pierres (provenant de carrières situées en Allemagne). Cela a offert à la ville l'attrait des villes épiscopales telles que Deventer ou Utrecht. Dans cette zone urbaine, le comte a installé le siège de sa cour, qui a été donné aux dominicains en 1293[pas clair].

### LeXIIIesiècle: une ville privilégiée membre de la Hanse
Entre 1191 et 1196, elle obtient une charte de franchise du comte Otton de Gueldre (1182-1207). D'autres villes de Gueldre, dont Arnhem, Doesburg, Doetinchem, Harderwijk, Lochem et Hattem, élaborent ensuite leur propre charte à partir de celle de Zutphen.
La ville est agrandie de la Nieuwstad (« ville nouvelle ») fondée par le comte au XIIIe siècle et ses remparts sont agrandis.
Zutphen subit deux grands incendies, en 1284 et 1336. La ville étant riche, elle se tourne vers la construction en brique, qui est subventionnée par les autorités urbaines. Plusieurs dizaines de maisons du XIVe siècle existent encore aujourd'hui. C'est l'« âge d'or » de Zutphen.
La ville participe notamment au commerce dans la mer Baltique, étant membre depuis le XIIIe siècle de la Ligue hanséatique, avec des succursales sur le Sund à Skanör et à Dragør, sur l'île d'Amager. La ville est aussi active dans le commerce rhénan grâce à diverses exonérations de péage. Environ 1 300 marchands de Zutphen sont responsables d'environ un quart de la valeur des marchandises transitant par le Rijnmond de Lobith.

### Le droit de battre monnaie
Zutphen a eu le droit de battre sa propre monnaie pendant une longue période, mais ce droit n'a été effectif que pendant quatre périodes : 1478-1480, 1582-1583, 1604-1605 et 1687-1692.
Pour les autres périodes, cela fut possible avec les comtes de Zutphen (Henri Ier (vers 1150-1181) et Otton Ier (1182-1207)), et plus tard avec les ducs de Gueldre (1499) et enfin avec les Provinces-Unies (1582-1583).[pas clair]

### LeXVIesiècleet laguerre de Quatre-Vingts Ans(1568-1648)
Le XVIe siècle a amené des temps difficiles pour Zutphen en raison de l'essor d'autres villes et de plusieurs conflits, notamment de la guerre de Quatre-Vingts Ans, l'insurrection des Pays-Bas contre Philippe II et ses successeurs.
Au cours des guerres de Gueldre (en)  du début du XVIe siècle, opposant jusqu'en 1543 les ducs de Gueldre à Charles Quint, les fortifications de Zutphen sont modernisées.
En 1568, à la suite de la révolte des Gueux et de la furie iconoclaste de 1566, débute l'insurrection des Pays-Bas contre Philippe II, fils de Charles Quint, souverain des Dix-Sept Provinces des Pays-Bas, mais aussi roi d'Espagne. Cette insurrection est dirigée par le prince Guillaume Ier d'Orange-Nassau, dit le Taciturne.
Le 10 juin 1572, la ville est prise par le comte Guillaume IV van den Bergh, beau-frère de Guillaume d'Orange, mais elle est reprise le 17 novembre 1572 par don Fadrique de Tolède, fils du duc d'Albe, gouverneur général des Pays-Bas au nom de Philippe II. Des centaines d'habitants sont alors exécutés : c'est le « bain de sang de Zutphen ».
En 1581, les insurgés de l'union d'Utrecht proclament la déchéance de Philippe II (acte de La Haye), ce qui est considéré comme le point de départ d'un nouvel État, les Provinces-Unies. Mais la guerre continue alors que Zutphen est toujours aux mains des Espagnols. En 1584, une tentative de siège tourne court : l'assassinat de Guillaume d'Orange-Nassau refroidit momentanément l'entrain des actions militaires. En 1586, une bataille importante a lieu aux alentours de la ville, impliquant des troupes fournies par l'Angleterre en soutien aux Provinces-Unies (traité de Sans-Pareil, 1585). L'homme d'État, poète et confident d'Élisabeth Ire, Philip Sidney, y trouve la mort. C'est une victoire espagnole, mais d'importance limitée.
Durant les années 1580, une grande partie de la population quitte la ville ou est tuée. En 1591, la ville est reprise par Maurice de Nassau (fils de Guillaume d'Orange qui est mort en 1584), à la suite du siège de Zutphen.
Zutphen se retrouve alors pour une longue période ville de garnison, d'abord face au troupes espagnoles, jusqu'en 1648, année où le roi d'Espagne reconnaît l'indépendance des Provinces-Unies (traité de Münster).

### Une place forte des Provinces-Unies (1648-1795)
En 1672, année connue comme l'« année terrible » (Rampjaar), Zutphen est prise par l'armée française de Louis XIV au début de la guerre de Hollande. Mais les Français se retirent à la fin de la guerre, après le traité de Nimègue (1678).

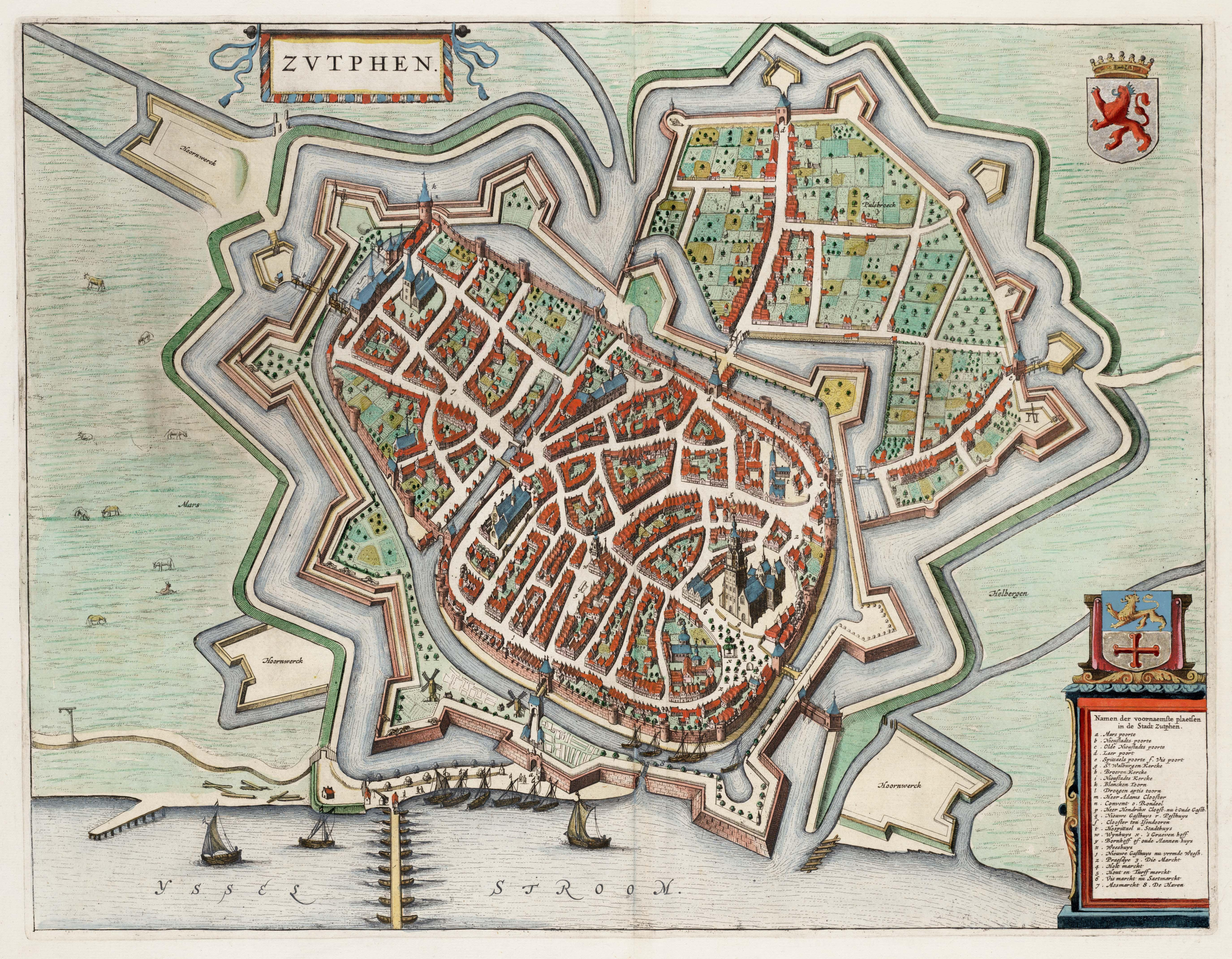
Carte de Zutphen en 1649 tirée de l' Atlas van Loon. Les lunettes se situent près de la Nieustadts poorte (en haut à gauche), près de la Laer poorte (en haut), près de la Spittaels poorte ou Vis poorte (à droite). Les ouvrages à cornes sont indiqués Hoornwerck sur le plan.

Peu après 1700, la forteresse de Zutphen est agrandie selon les plans de Menno van Coehoorn, puis renforcée à la fin du XVIIIe siècle avec les lignes de défense de Het Wambuis et Hooff. Une nouvelle ceinture de lunettes et d'ouvrages à cornes est ajoutée pour tenir à distance l'artillerie ennemie de la ville.
Zutphen se trouve ainsi coincée dans ses fortifications pendant de longues décennies.

### LeXIXesiècle
Zutphen connaît alors un développement, mais limité. La population passe de 7 500 habitants en 1795 (date du remplacement des Provinces-Unies par la République batave) à plus de 15 000 en 1860 sur les 47 hectares situés à l'intérieur des murs.
La croissance spatiale ne reprend que lorsque la destruction de la forteresse de Zutphen est ordonnée en 1874. Certaines parties des fortifications sont encore visibles, comme le Bourgonjebolwerk sur l'IJsselkade, également connu sous le nom de de Bult van Ketjen'.
La croissance de Zutphen reste inférieure à celle du royaume des Pays-Bas en raison de problèmes d'eau (Baaksche Overlaat) et de la faiblesse de l'industrialisation. Ce n'est que dans les années 1930 que la population atteint 20 000 habitants.

### La Seconde Guerre mondiale
Pendant la Seconde Guerre mondiale, la ville a été gravement touchée par trois bombardements importants et par deux semaines de combats en 1945 (la bataille d'Arnhem).
Le bombardement du 14 octobre 1944 a tué, à lui seul, plus de 100 civils.
Sur près de 500 résidents juifs, moins de 50 sont revenus des camps d'extermination.
Après la guerre, tout tourne autour de la reconstruction, de la restauration et de l'industrialisation.

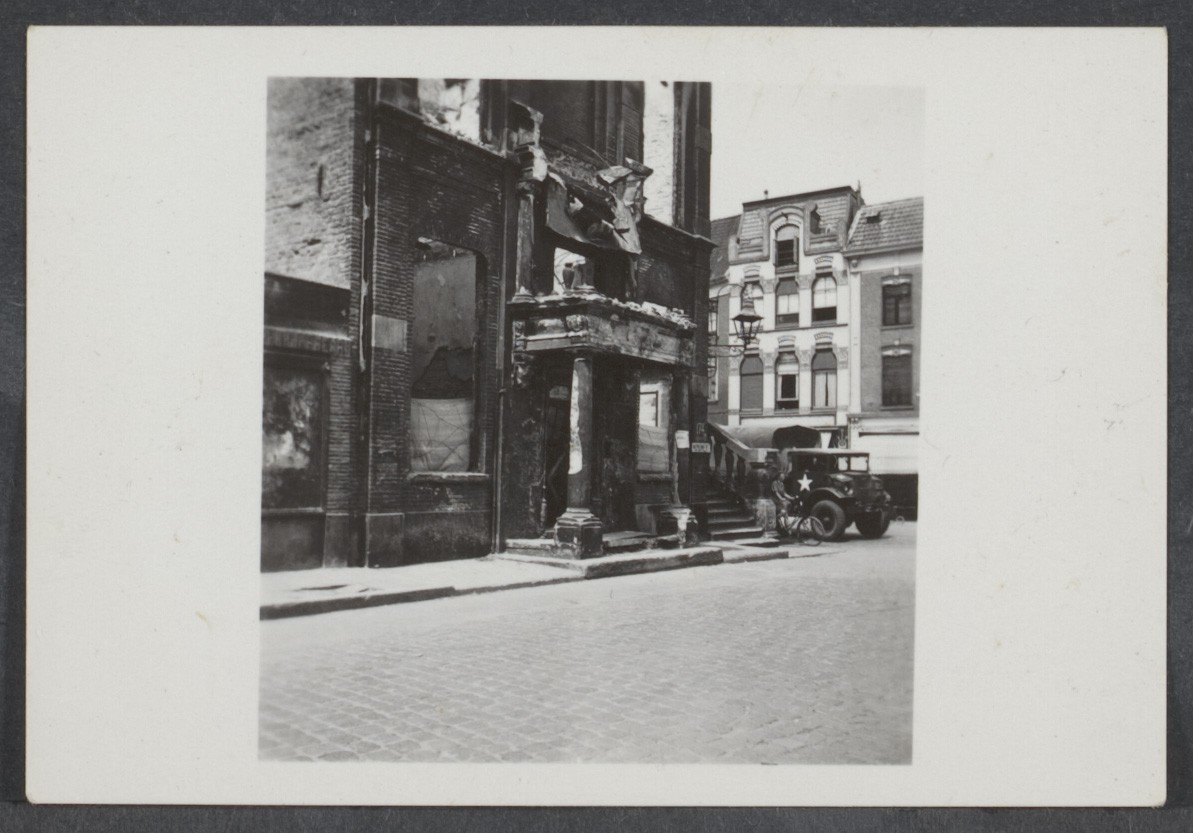
Dégâts de la guerre en 1945.
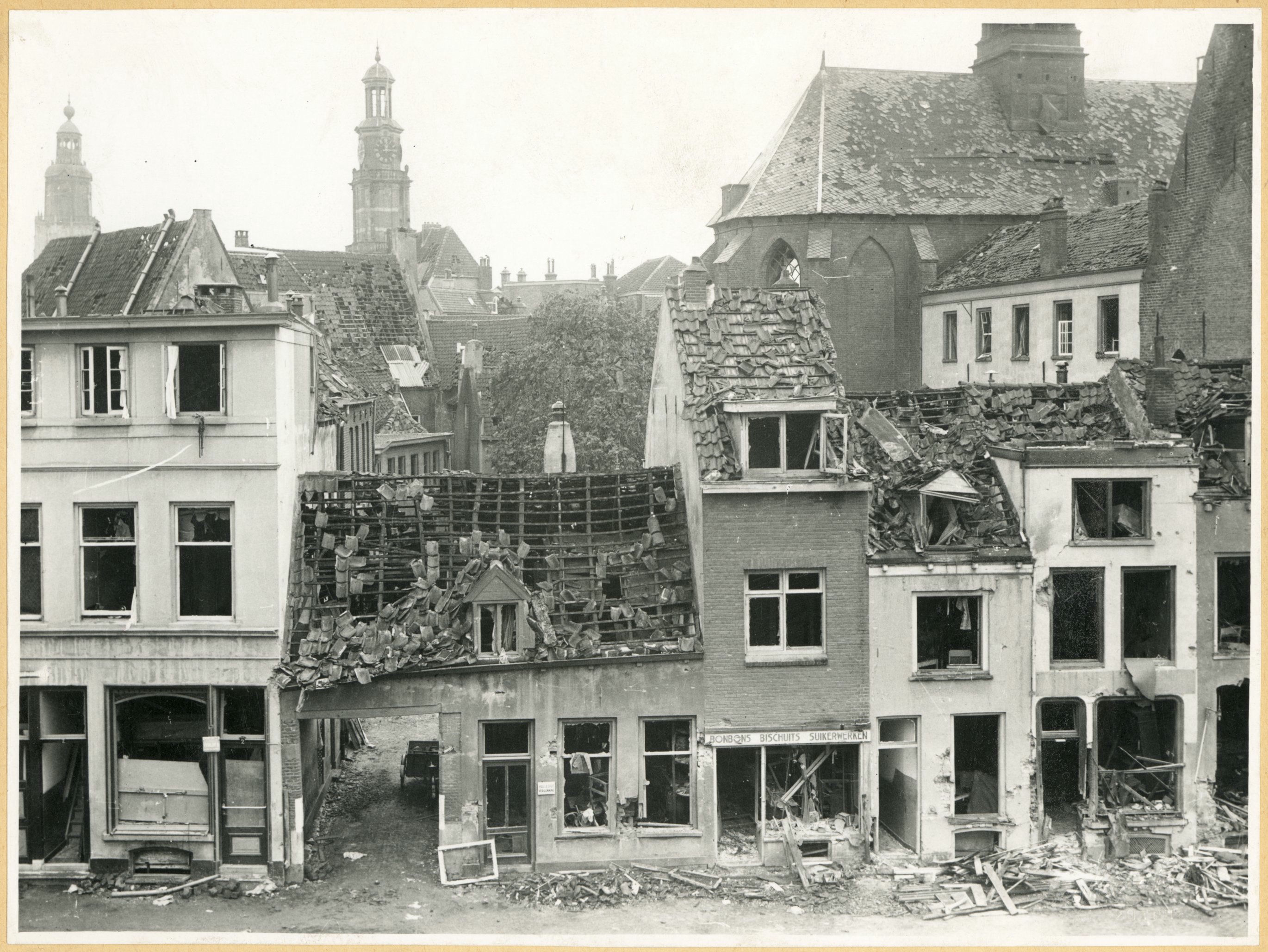
Dommages de guerre sur le Rozengracht, photo de 1945.

## Géographie

### Situation

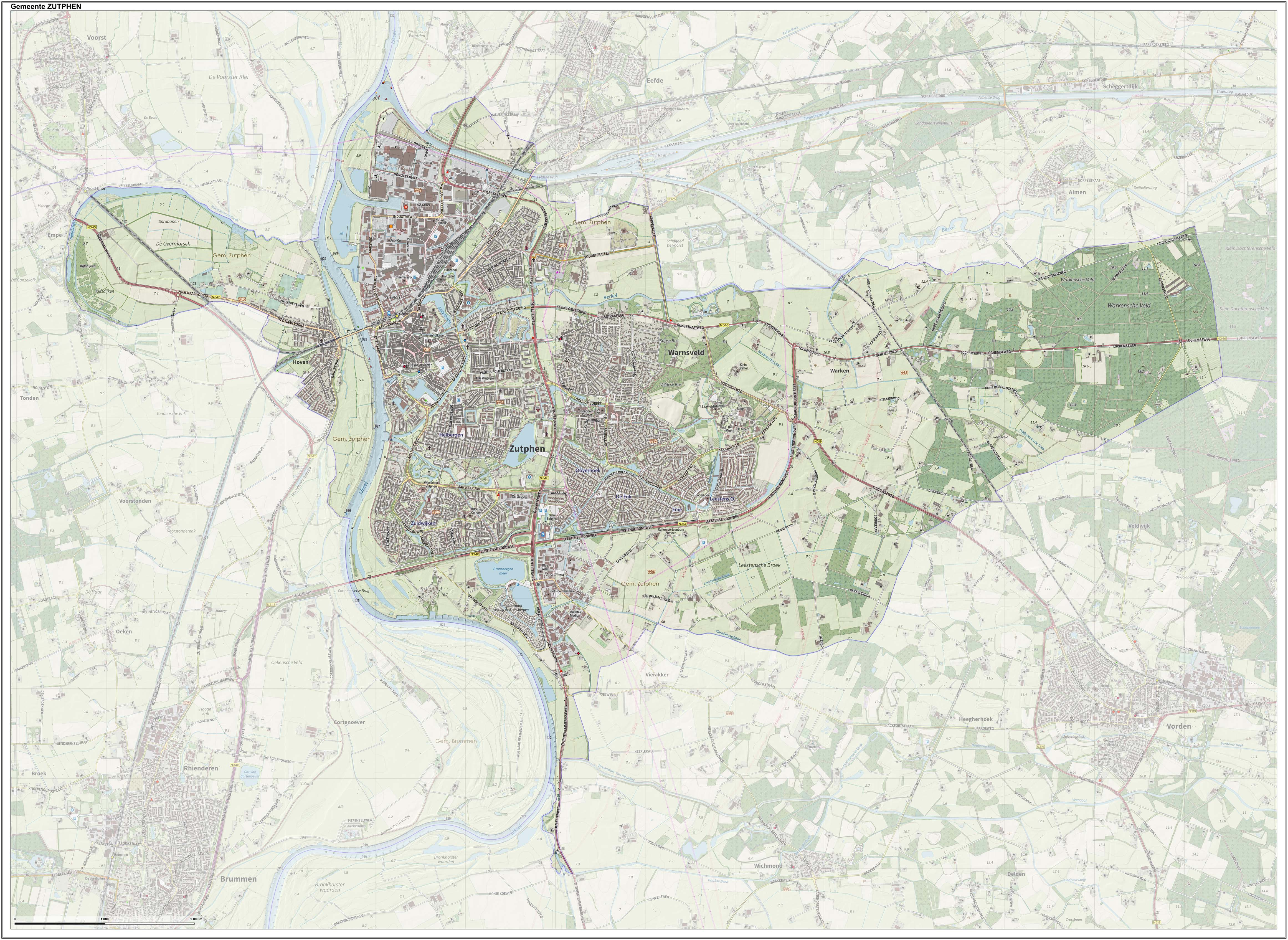
Carte topographie de la commune de Zutphen (2017).

Zutphen se trouve dans la partie centrale de la province de Gueldre, au confluent de l'IJssel et de la Berkel, 18 kilomètres au sud de Deventer et 30 kilomètres au nord d'Arnhem. En 2005, la commune adjacente de Warnsveld fusionne avec Zutphen, conservant le nom de la ville. Zutphen est bordée au nord-est par Lochem, au sud-est par Bronckhorst, au sud-ouest par Brummen et au nord-ouest par Voorst.

### Transports
La gare de Zutphen est la 47e plus fréquentée des Pays-Bas en 2014. Elle est notamment le terminus septentrional de la ligne de Zutphen à Winterswijk, le terminus oriental de la ligne d'Amsterdam à Zutphen, par Amersfoort et Apeldoorn, ainsi que le terminus occidental de la ligne de Zutphen à Enschede par Hengelo. Elle se trouve également sur la ligne d'Arnhem à Leeuwarden via Deventer, Zwolle et Meppel.

## Patrimoine architectural
En raison du grand nombre de bâtiments historiques possédant une tour ou un clocher, Zutphen est également appelée la Torenstad ou « Ville des tours ». Il y a peu ou pas d'immeubles modernes de grande hauteur dans le centre historique de Zutphen, les flèches historiques des bâtiments ci-dessous sont clairement visibles et forment ainsi le profil d'horizon de la ville. Le titre de « Ville des tours » est souvent utilisé dans les publicités en tant qu'identité et pour attirer les touristes.

### Bâtiments religieux
La Walburgiskerk (ou « église de Walburge ») a été fondée et construite comme une collégiale romane vers 1050, reconstruite dans le style romano-gothique de Cologne en 1200-1270, puis agrandi aux XIVe et XVe siècles et au début du XVIe siècle en une grande église-halle, un exemple de riche style gothique du Bas-Rhin. Dans le clocher, il y a six cloches qui sonnent encore à la main, le samedi soir à partir de 18 heures et avant les services religieux. La cloche de l'Angélus est suspendue pendant la célébration, qui peut être entendue quotidiennement.
Depuis 1561, l'église a inclus la Librije, une bibliothèque avec 750 vieux manuscrits qui sont enchaînés à des lutrins âgés, eux aussi, de plusieurs siècles, pour empêcher le vol. Hormis cette bibliothèque, seules deux autres lieux ont survécu et ayant conservé cette caractéristique de posséder des « chaînes de bibliothèques », à Cesena en Italie et à Hereford en Angleterre. La Librije a été fondée en tant que bibliothèque « publique » pour les riches résidents de Zutphen, et possède aujourd'hui une importante collection de livres principalement des XVe et XVIIe siècles.
La Broederenkerk (ou « église des frères ») est une grande église monastique du début du XIVe siècle de l'ordre dominicain (prédicateurs). Cet édifice est utilisé comme bibliothèque publique depuis 1983. Sur le toit de l'église se trouve une tourelle élevée en 1771, dans laquelle est suspendue la cloche du bourgeois qui sonnait toujours entre 21 h 50 et 22 h 00, après quoi les portes de la ville étaient fermées (et ce jusqu'en 1853). L'horloge sonne également 1 minute chaque jour à 18 heures en mémoire des morts de la Seconde Guerre mondiale.
La Nieuwstadskerk (ou « église de la Nouvelle ville ») abrite aujourd'hui l'église catholique Saint-Jean-Baptiste, connue au Moyen Âge sous le nom d'Onze-Lieve-Vrouwe op de Nieuwstad (ou « Notre-Dame de la Nouvelle ville »). Elle a été fondée en tant qu'église paroissiale vers 1250 à partir de la fondation de la nouvelle ville. La partie la plus ancienne (nef) avec la partie inférieure du clocher date de la fin du XIIIe siècle. Des extensions ont été effectuées entre 1439 et 1442 (élévation et tour à aiguille), 1455-1459 (chœur) et 1480 et 1530 (conversion en église-halle avec bas-côtés nord et sud). C'est la seule église possédant ses quatre cloches médiévales d'origine.

### La ville du Moyen Âge
Aujourd'hui, de nombreuses traces de l'apogée médiévale de la ville sont encore visibles dans le centre de Zutphen, comme les murs d'enceinte : la tour de Drogenap de 1444, la tour de Bourgogne de 1457, la tour Poudrière du début du XIVe siècle, la porte des Espagnols (Spanjaardspoort), une barbacane de l'ancienne Nieuwstad de 1537, et quelques tours de défense des remparts à la Bornhovestraat et à Armenhage (XIIIe siècle). En outre, il y a aussi de grands vestiges de murailles de la ville, dont un morceau attaché à la tour de Drogenap, et un morceau à la Berkelpoort du début du XIVe siècle avec des reliquats de deux remparts.
Le centre médiéval de Zutphen abrite derrière des façades généralement plus récentes un grand nombre de maisons de briques de la fin du Moyen Âge. Plusieurs dizaines remontent même à des constructions d'avant 1400. Il aussi possible de voir trois églises médiévales et des vestiges de divers monastères et de l'Hôtel-Dieu.
Le Fond Wijnhuis, fondé en 1927, a acheté et restauré plus de 80 propriétés, souvent négligées. Ces propriétés une fois restaurées sont louées et le produit de la location est utilisé pour restaurer d'autres bâtiments.
Depuis le 1er janvier 2013, la NV Stadsherstel a fusionné avec le Fond Wijnhuis, de sorte qu'il existe désormais une seule organisation impliquée dans la restauration de bâtiments anciens à Zutphen.
La Drogenapstoren (ou « tour de Drogenap ») a été élevée en 1444-1446 comme porte de la ville (Saltpoort, « porte du sel ») et a été à nouveau maçonnée en 1465 ; depuis cette date, elle a été connue comme une tour au lieu d'une porte. Le musicien de la ville Tonis Drogenap y vécut vers 1555 et donna à la tour son nom actuel. De 1888 à 1927, cette tour a été utilisée comme château d'eau.

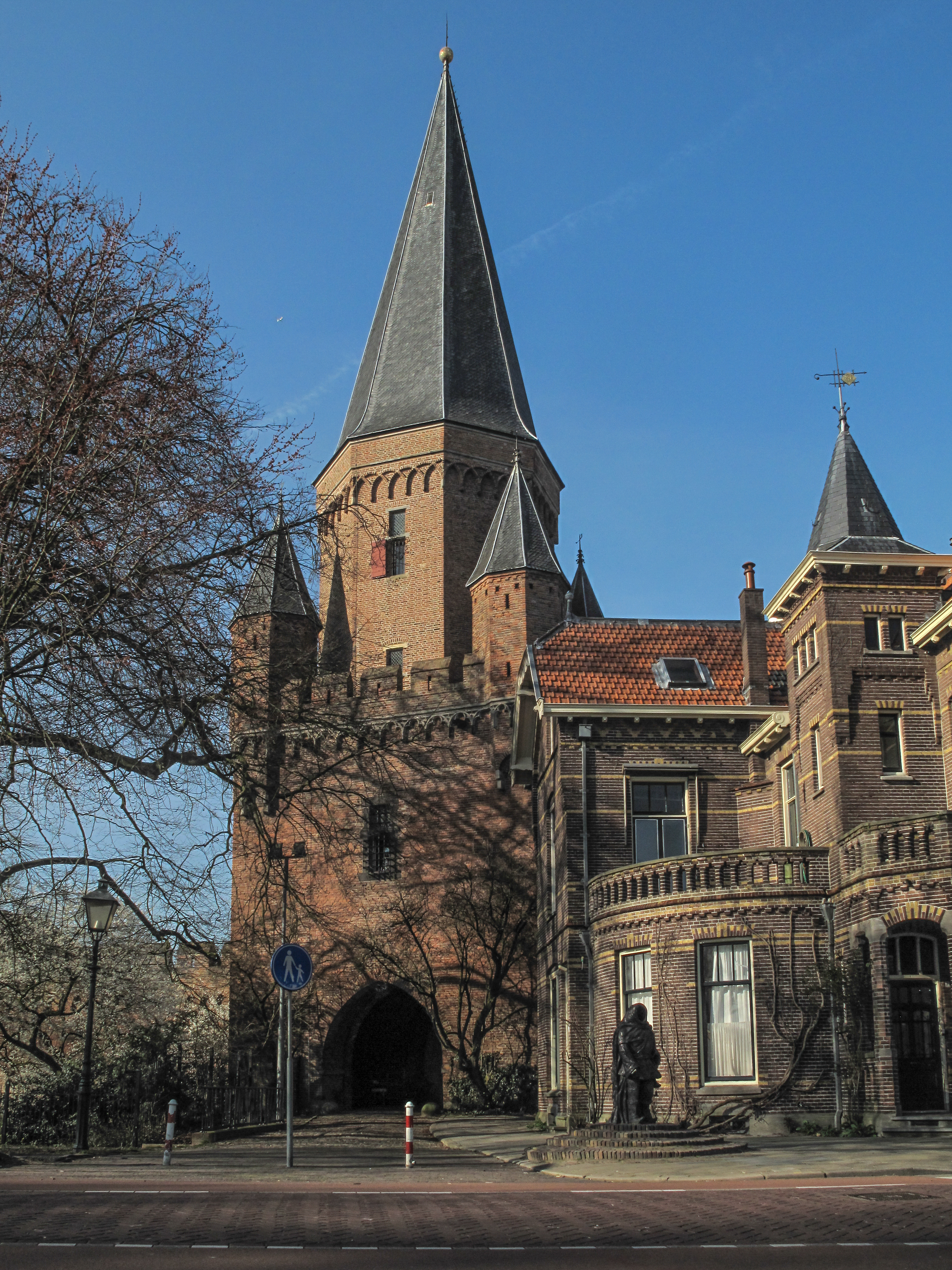
La Tour de Drogenap ou Drogenapstoren.

La Wijnhuistoren est la tour de la Wijnhuis (« maison du vin »), qui regroupait l'hôtel des poids, une auberge, la garde de la ville et une cave. Elle est construite par phases entre 1618 et 1642 par l'architecte de la ville Emond Hellenraet sous l'influence d'Hendrick de Keyser. En 1644, les frères Pierre et François Hemony, dont l'atelier était alors situé à Zutphen, réalisèrent le premier carillon au monde purement accordé à destination de cette tour. La Fondation des Amis du Carillon organise une série de concerts pendant les mois d'été.

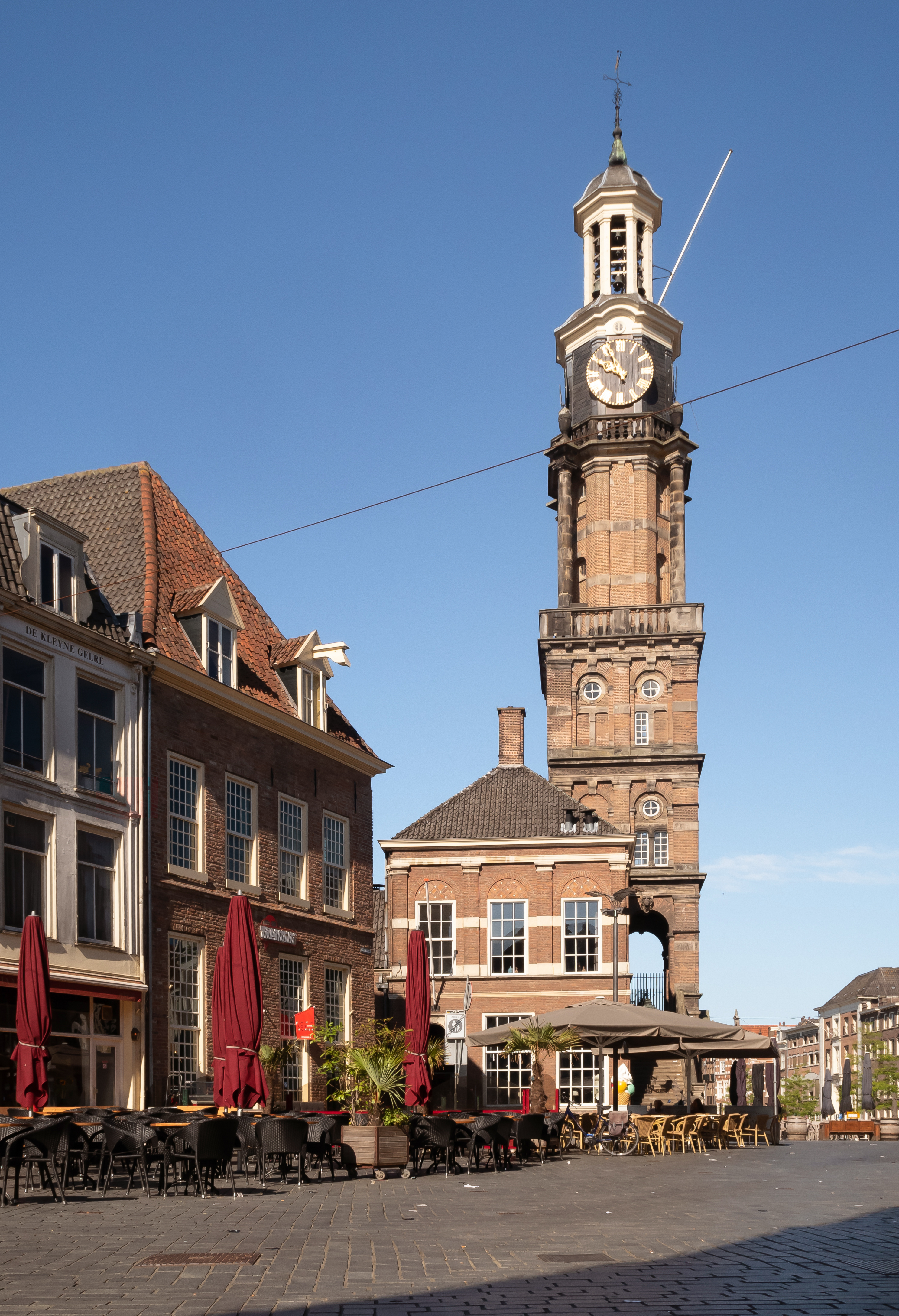
La Tour de la Maison du Vin ou Wijnhuistoren.

La Bourgonjetoren (ou « tour du petit Bourguignon ») est une tour à canon de 1457 avec des murs de près de quatre mètres d'épaisseur, construite pendant la guerre Gueldre-Bourgogne. Le révérend Johannes Florentius Martinet (nl) a écrit vers 1770 dans le dôme de thé de la tour, datant de 1741, son Catéchisme de la nature de renommée mondiale.
La Berkelpoort (ou « porte de la Berkel ») fait partie de l'enceinte de la ville, du côté est de la cité médiévale. Elle donne sur la petite rivière Berkel. Cette porte d'eau relie la vieille ville avec la Nouvelle ville et a été construite vers 1320. Elle s'appelait « Bovenberg » au Moyen Âge. Son équivalente occidentale a été démolie en 1772.

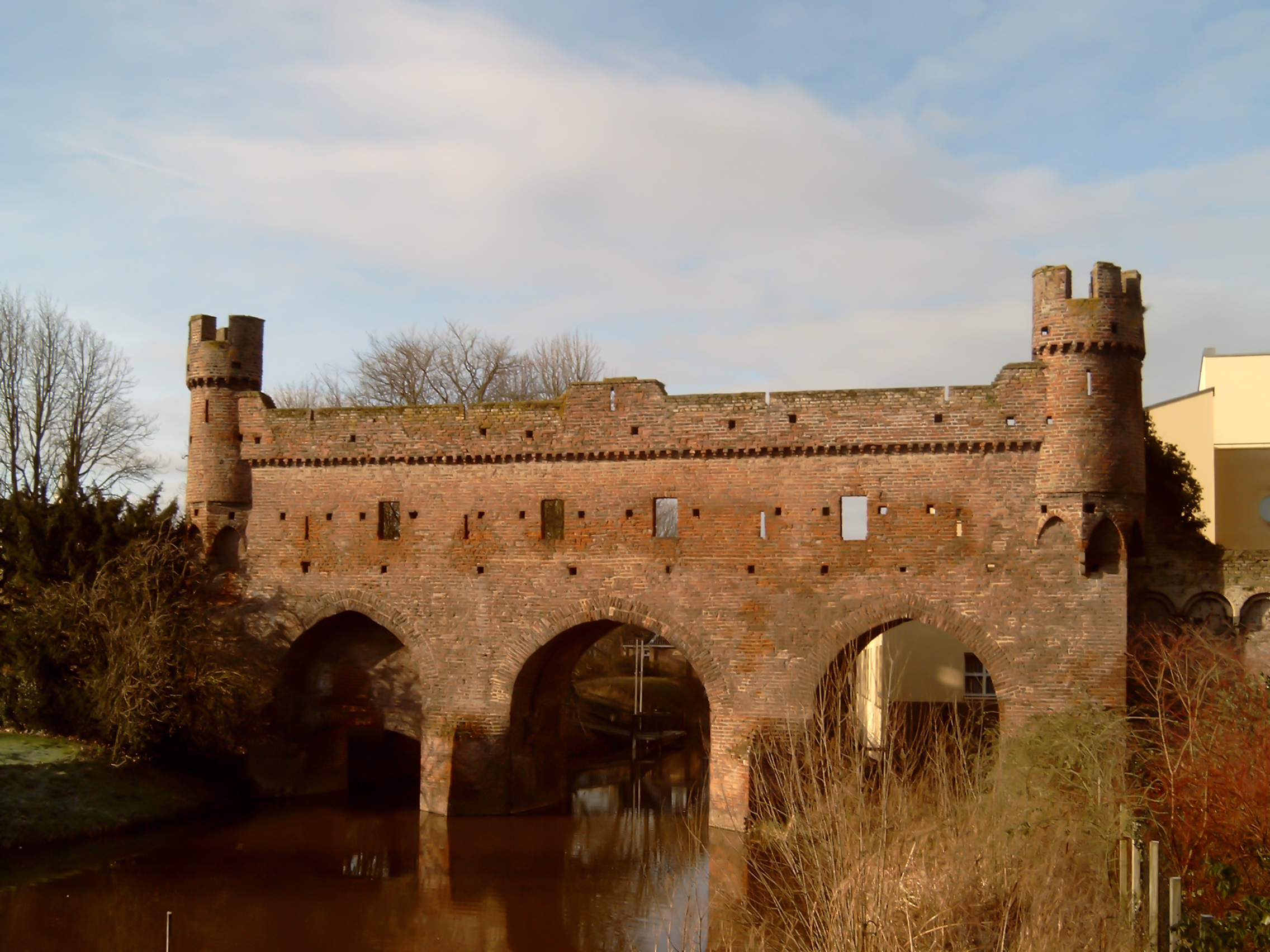
La porte d'eau de la Berkel ou Berkelpoort.

### Autres bâtiments
Il existe un certain nombre de bâtiments majestueux sur le Groenmarkt (« marché aux légumes »), le Houtmarkt (« marché au bois ») et le Zaadmarkt (« marché au grain »). Au Moyen Âge, mais aussi aux XVIIe, XVIIIe et XIXe siècles, de riches citoyens et commerçants y vivaient. De nombreuses maisons ont une origine médiévale ou révèlent un style médiéval de la cave au toit.
La seule turbine éolienne américaine de la province de Gueldre est située dans les plaines inondables de l'IJssel.

### Monuments
Avec près de 400 monuments nationaux et plus de 500 monuments municipaux, la ville occupe la première place parmi les villes monumentales de Gueldre. Aux Pays-Bas, Zutphen est l'un des centres-villes historiques les plus importants (paysage urbain protégé) avec un nombre particulièrement élevé de maisons médiévales, en particulier du XIVe siècle.

## Vie culturelle

### Musées
Zutphen possède un certain nombre de musées, dont :
- Musées Zutphen, avec le Stedelijk Museum Zutphen (ou Musée municipal de Zutphen), un musée historico-culturel qui retrace l'histoire de la ville de Zutphen et de ses environs, et le Musée Henriette Polak, un musée d'art figuratif néerlandais du XXe siècle, du nom d'Henriette Polak-Schwarz (nl). Ces deux musées sont regroupés depuis 2017 dans le monument national Hof van Heeckeren, en face de la Walburgiskerk ;
- le Musée de la musique Geelvinck sur le Zaadmarkt, un musée avec des pianos historiques et une attention particulière pour Beethoven ;
- le Museum Boer Kip, une ferme de la ville entièrement peinte par le peintre amateur Herman Kip (nl) ;
- Musée port Zutphen, avec 18 navires de compagnie d'avant 1850[2].

Le Musée graphique de Zutphen, consacré à l'industrie de l'imprimerie datant d'environ 1900, a été fermé le 1er juin 2011.

### Événements et festivals
Durant le jour du Roi, de nombreuses activités sont organisées dans le centre-ville par la fondation Stichting Koningsdag Zutphen.
Le Marché de mai a lieu chaque année lors de ce mois.
Le jour de l'Ascension se déroule le Heufs Volksfeest à De Hoven. Il s'agit d'une foire de trois jours avec musique, jeux et attractions.
De 2009 à 2014, le festival de musique WoodWall a été organisé sur le Houtwal, le jour de l'Ascension.
Les Zomerfeesten ont lieu chaque été durant quatre mercredis consécutifs, avec des scènes musicales disséminées dans le centre-ville. Le troisième jour des Zomerfeesten, il y a une course cycliste amateur sur un parcours à travers le centre.
Un marché d'art a lieu chaque année en août.
Début septembre, des orchestres mobiles viennent au Zutphen Mop Day pour jouer dans les rues du centre-ville.
La Fête du Chocolat a lieu le dernier dimanche de septembre.
La Journée nationale de la bière bock est organisée chaque année en octobre. Le marché de Zutphen se transforme alors en un grand café avec toutes sortes de bières bock. La brasserie de la ville hanséatique propose sa propre bière bock.
Depuis 2016, le Sprookjesstad Zutphen (Zutphen, Ville des contes de fées) a lieu en décembre, où divers contes de fées des frères Grimm sont représentés à divers endroits du centre-ville historique.

## Personnalités liées à Zutphen
- Anthony van Haersolte (1756-1830), membre du Directoire batave et de la Régence d'État.
- Gerrit Willem Joseph van Lamsweerde (1758-1837), député à l'Assemblée nationale de la République batave, bourgmestre de la ville.
- Anthony Coenraad Willem van Haersolte (1760-1820), député à l'Assemblée nationale de la République batave.
- Johan Willem Simon van Haersolte (1764-1817), député à l'Assemblée nationale de la République batave.
- Jean André Stedman (1778-1833), général néerlandais des armées du Premier Empire.
- Willem-Jan Holsboer (1834-1898), fondateur des Chemins de fer rhétiques à Davos en Suisse[4].
- Mitchell van der Gaag (1971-), footballeur néerlandais reconverti entraîneur.

## Galerie

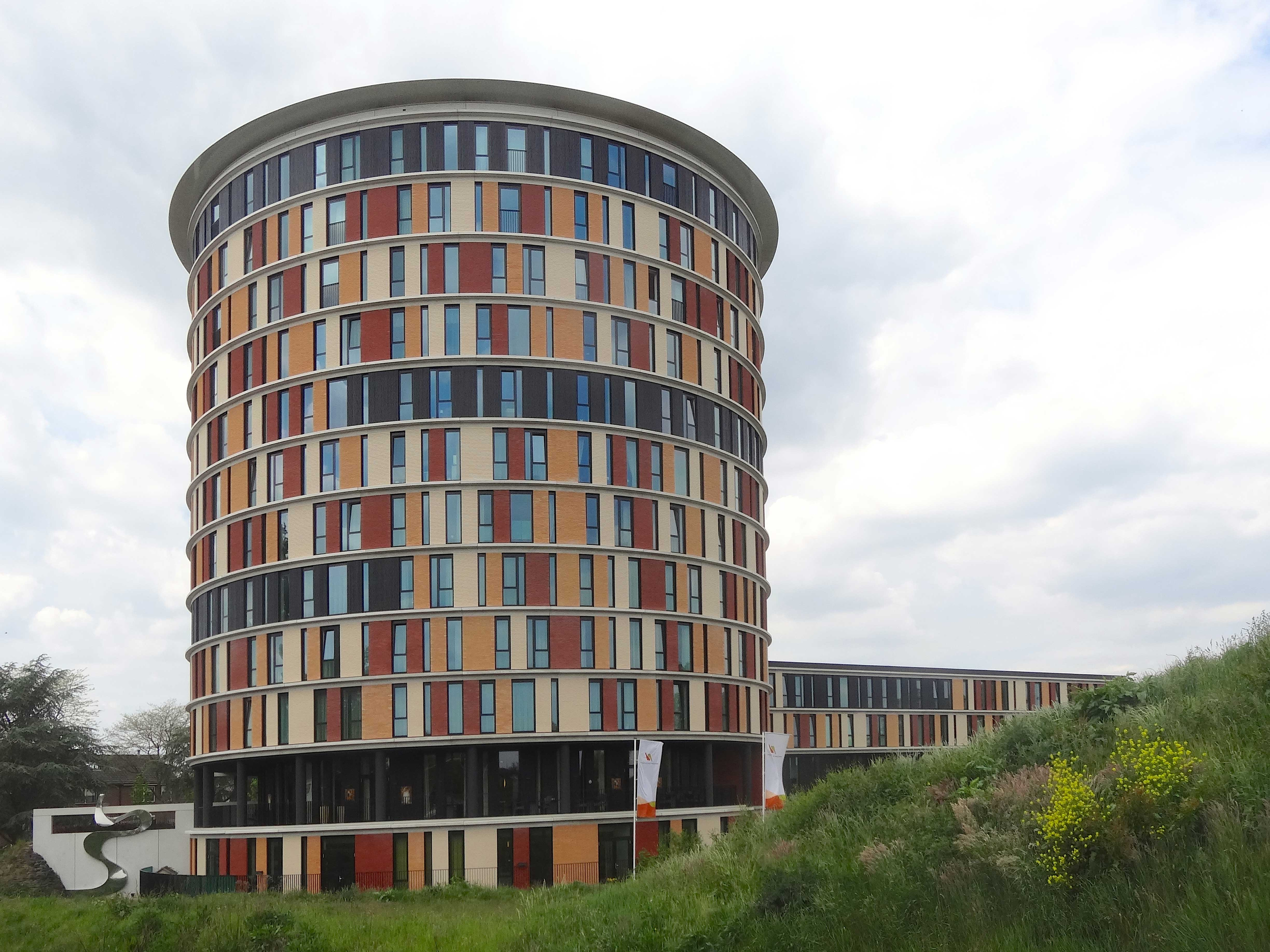
Polbeek.
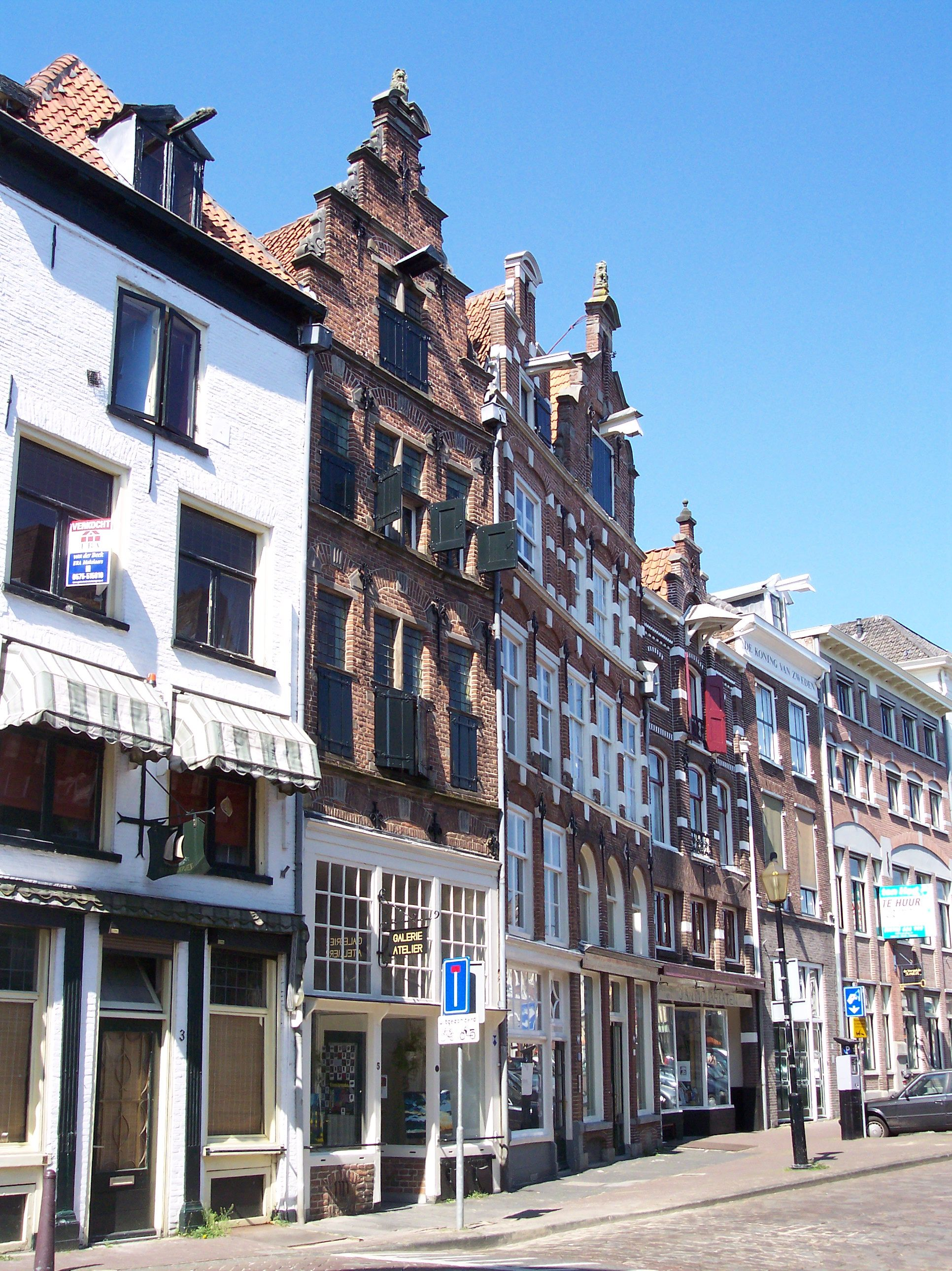
Centre-ville.
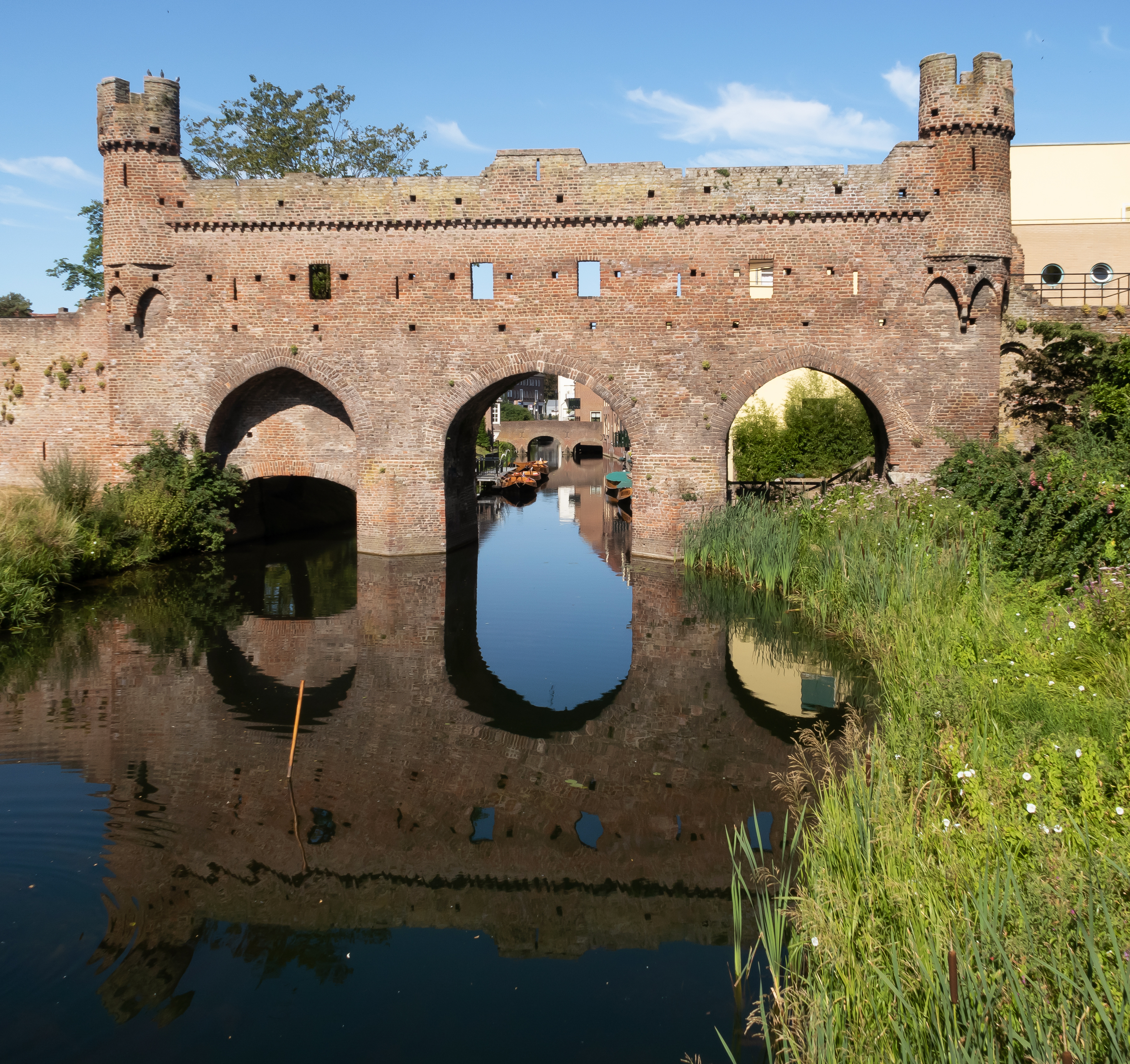
Berkelpoort.
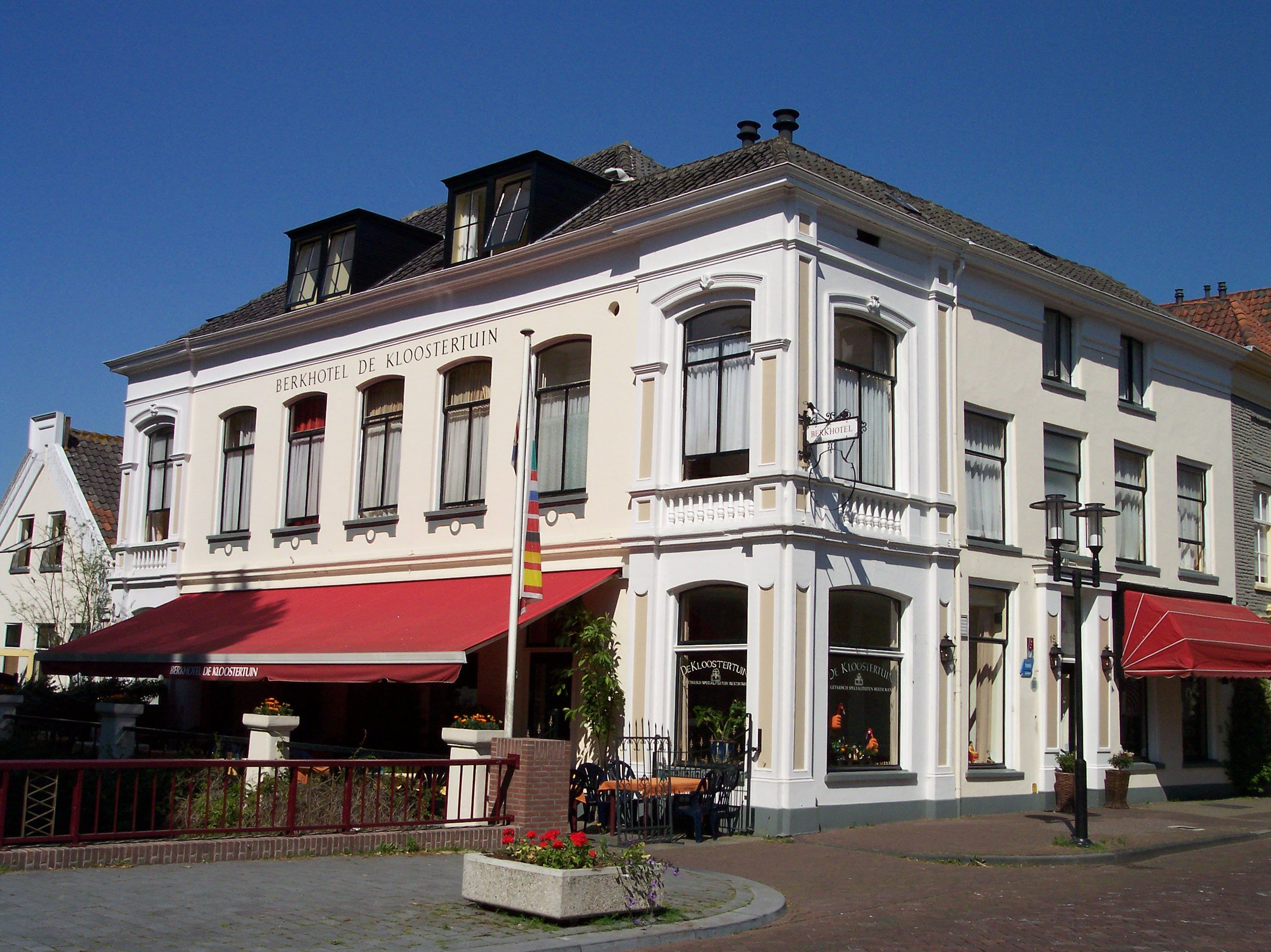
Berkhotel.
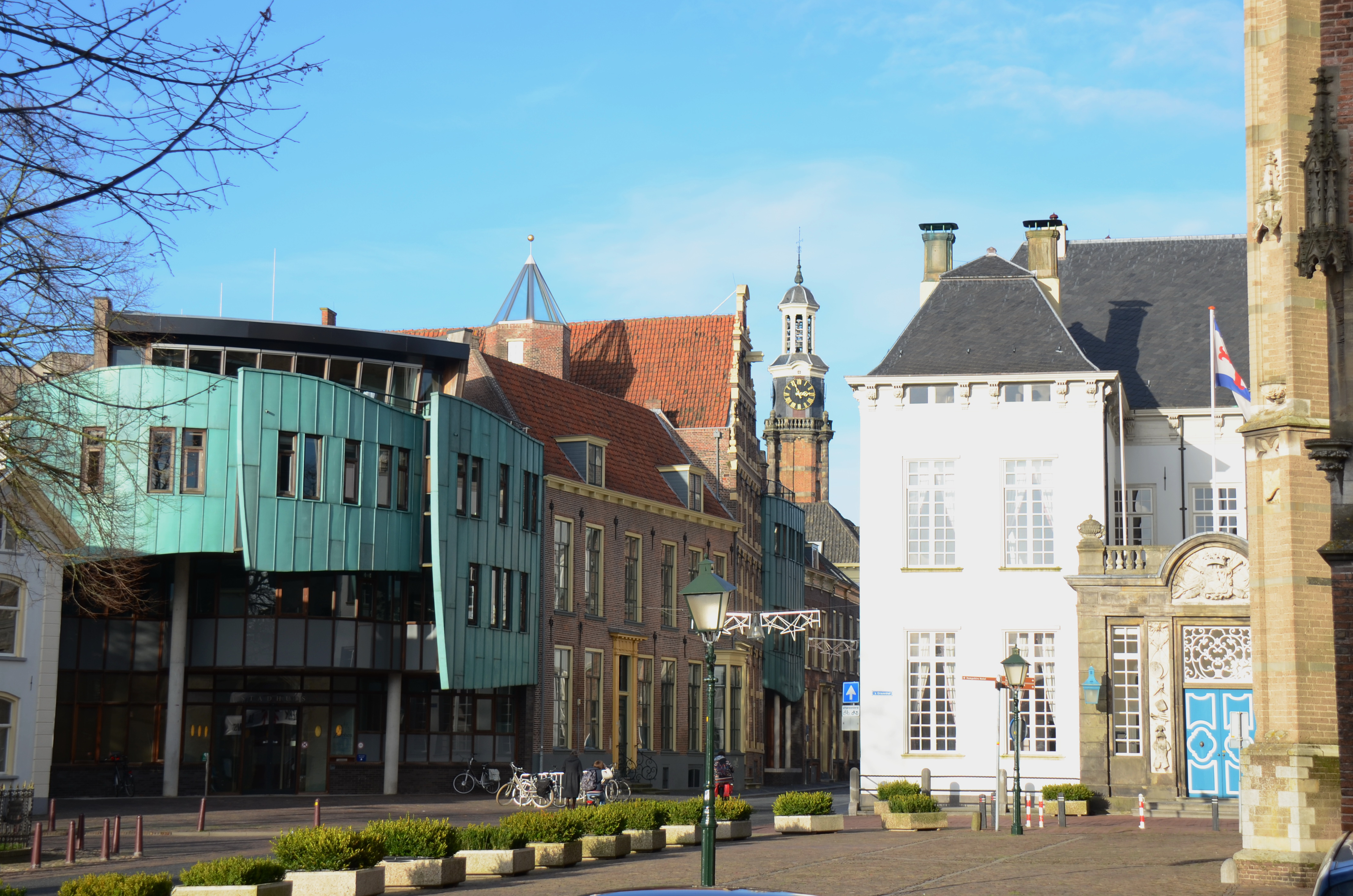
Hôtel de ville de Zutphen.
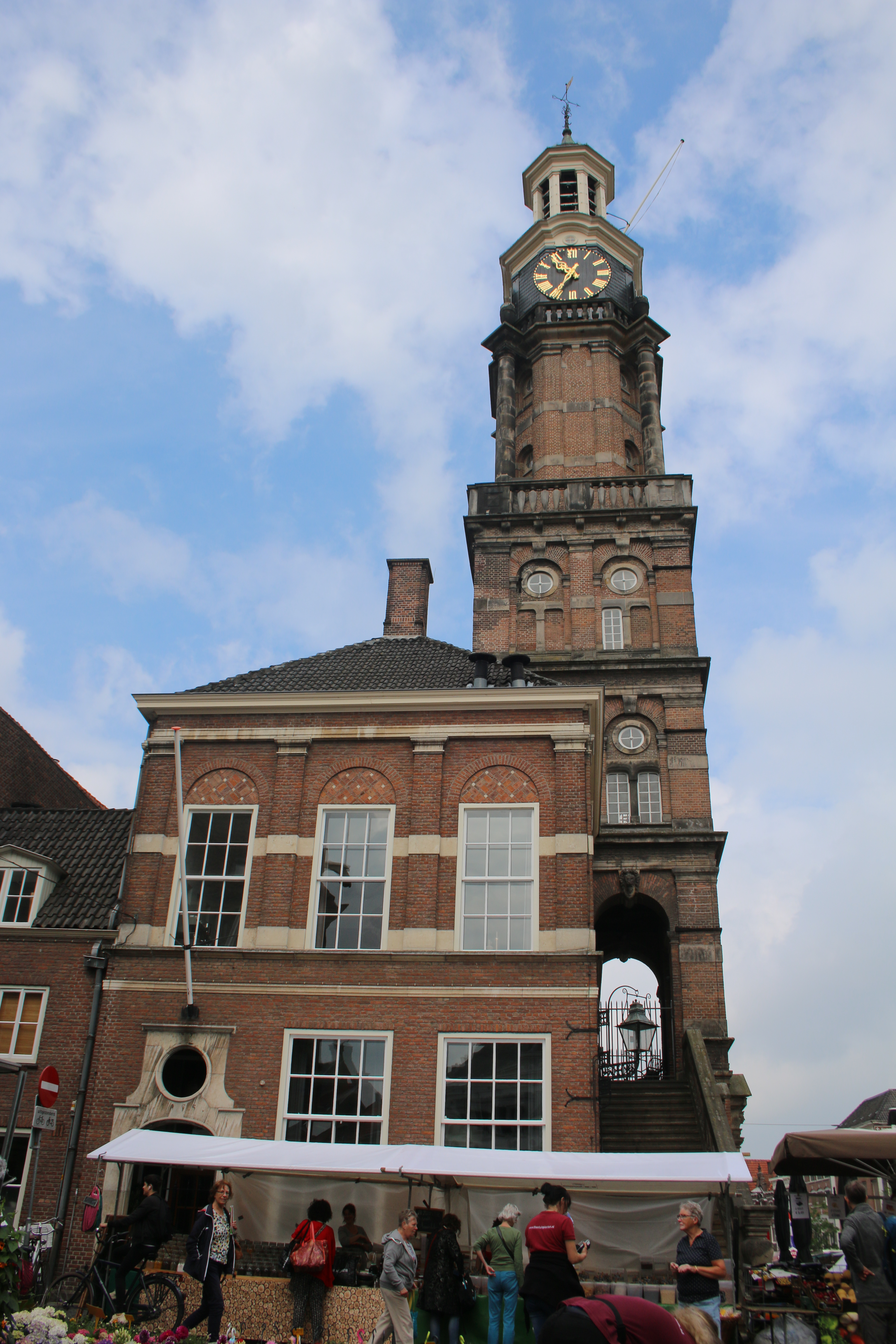
Wijnhuistoren (la maison du vin).
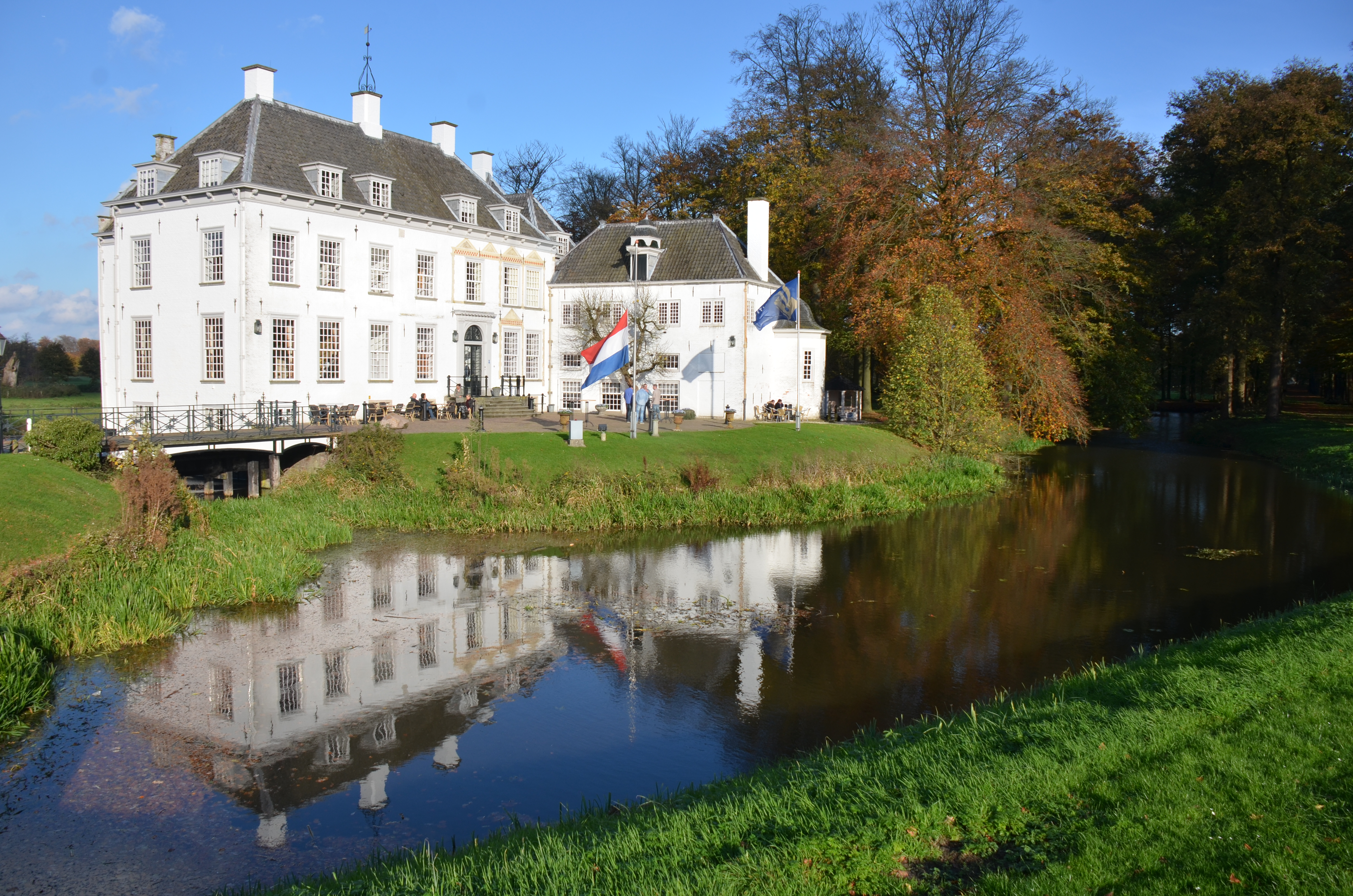
Huis 't Velde à Warnsveld.
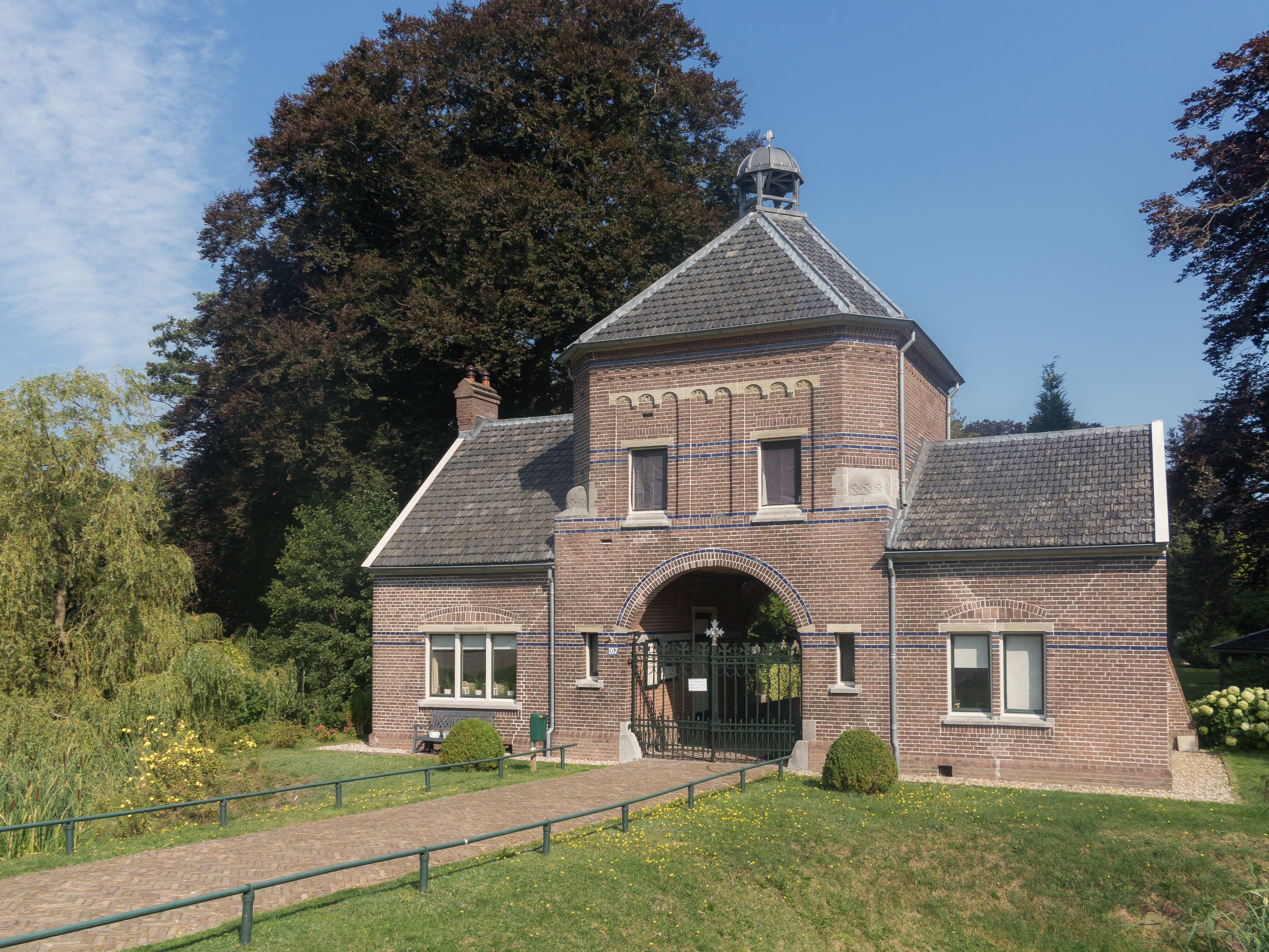
Entrée du cimetière de Zutphen.
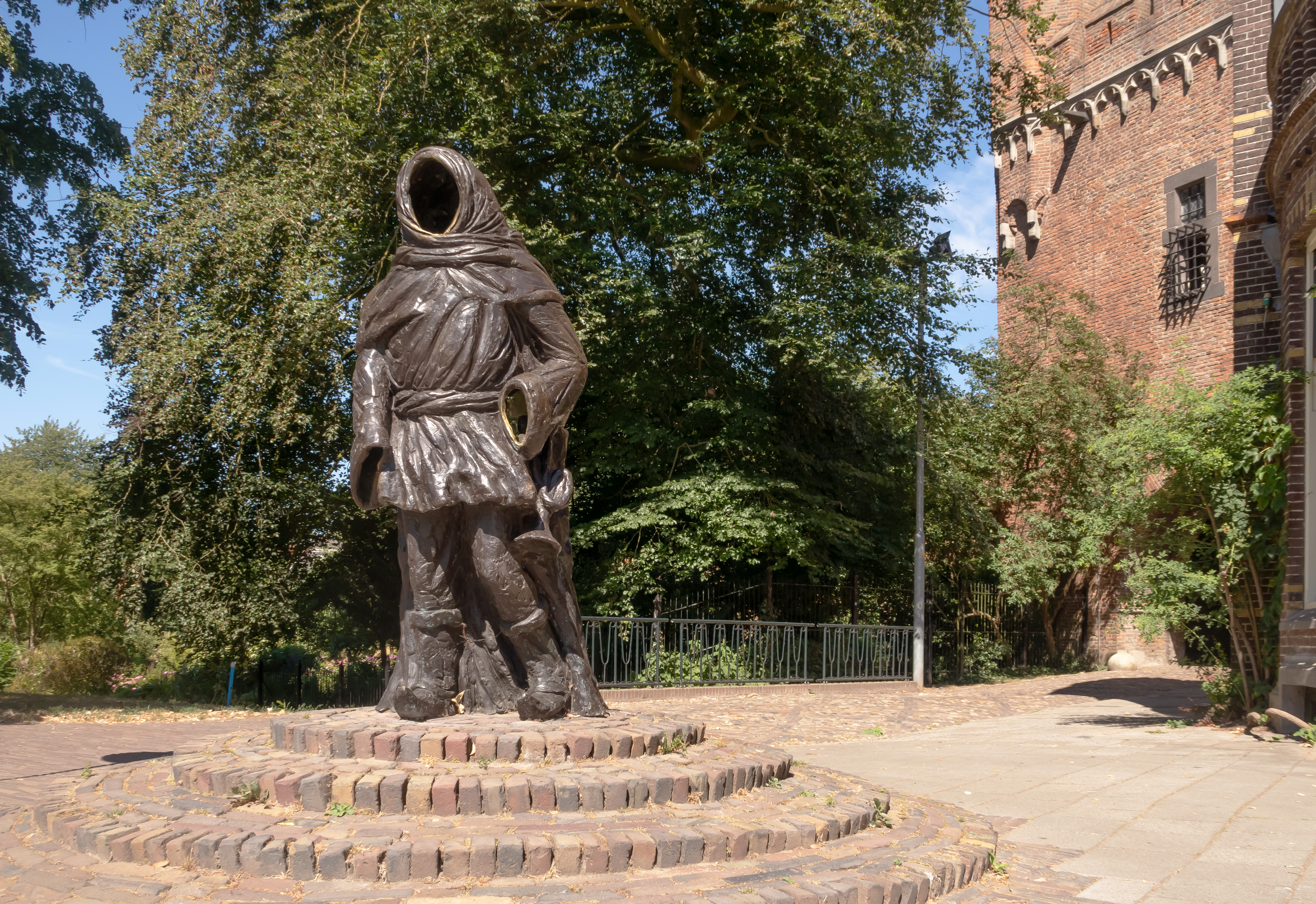
Sculpture (Thonis Drogenap).
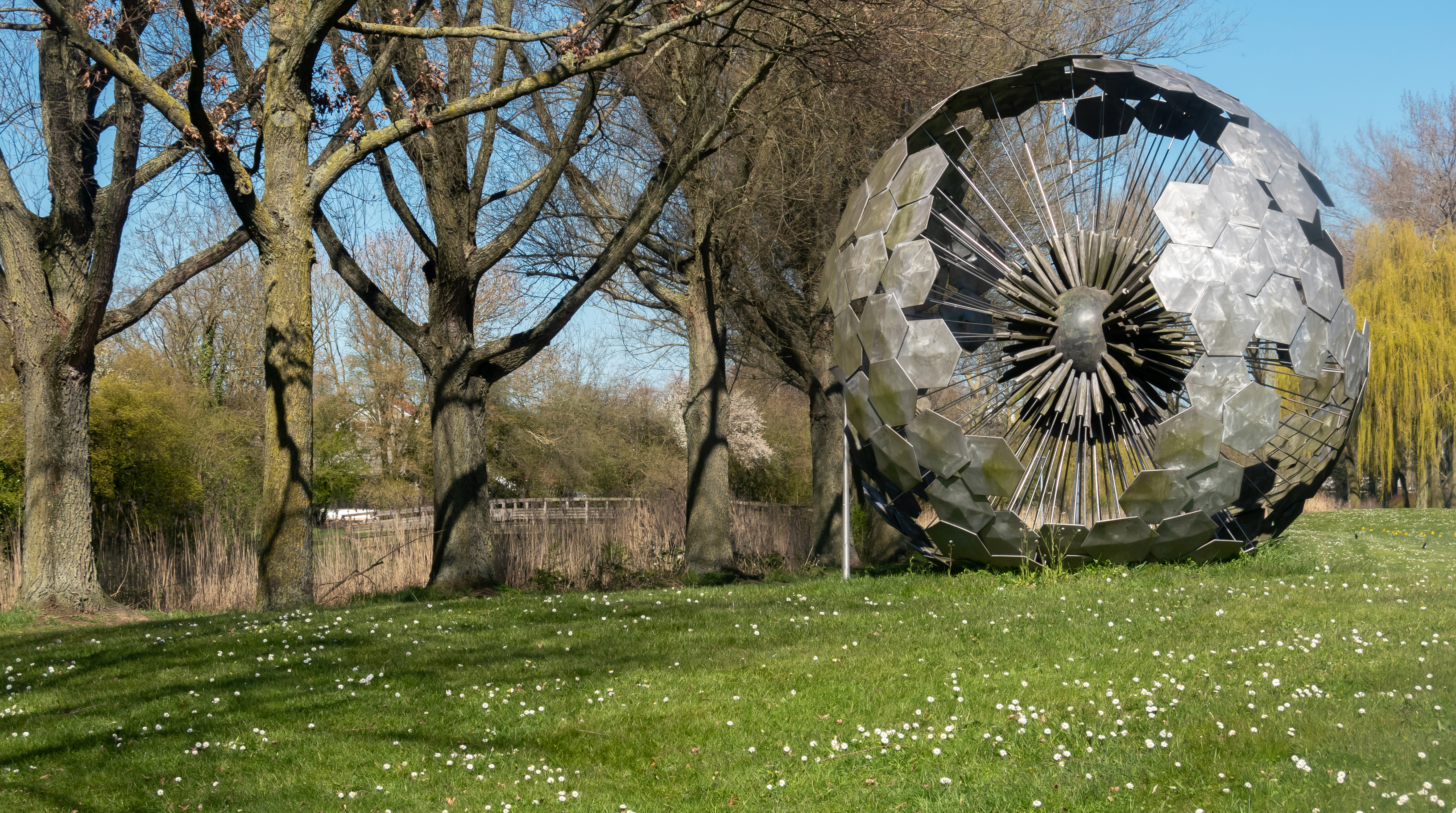
Sculpture près du Stokebrand.
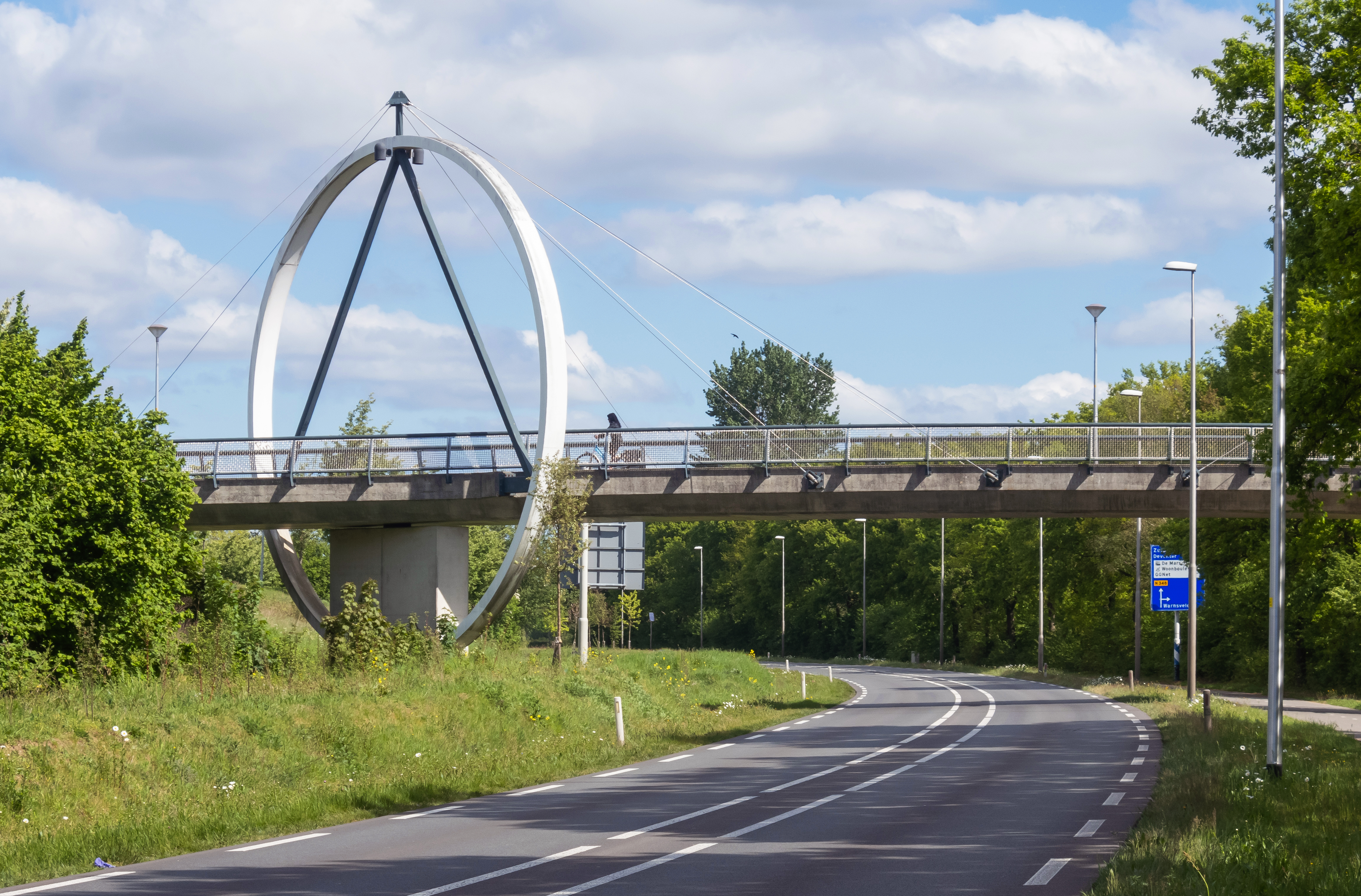
Pont cyclable.